# Okręg wyborczy Halifax
Okręg wyborczy Halifax powstał w 1832 r. i wysyłał do brytyjskiej Izby Gmin dwóch deputowanych. Okręg obejmował miasto Halifax w zachodnim Yorkshire. Od 1918 r. jest okręgiem jednomandatowym.

## Deputowani do brytyjskiej Izby Gmin z okręgu Halifax

### Deputowani w latach 1832–1918
- 1832–1835: Rawdon Briggs, wigowie
- 1832–1865: Charles Wood, Partia Liberalna
- 1835–1837: James Stuart-Wortley, wigowie
- 1837–1847: Edward Davis Protheroe, wigowie
- 1847–1852: Henry Edwards, Partia Konserwatywna
- 1852–1859: Francis Crossley, wigowie
- 1859–1895: James Stansfeld, radykałowie
- 1865–1874: Edward Akroyd, Partia Liberalna
- 1874–1877: John Crossley, Partia Liberalna
- 1877–1882: John Dyson Hutchinson, Partia Liberalna
- 1882–1893: Thomas Shaw, Partia Liberalna
- 1893–1897: William Rawson Shaw, Partia Liberalna
- 1895–1900: Alfred Arnold, Partia Konserwatywna
- 1897–1900: Alfred Billson, Partia Liberalna
- 1900–1906: Savile Crossley, Liberalni Unioniści
- 1900–1918: John Henry Whitley, Partia Liberalna
- 1906–1918: James Parker, Partia Pracy

### Deputowani po 1918
- 1918–1928: John Henry Whitley, Partia Liberalna
- 1928–1931: Arthur Longbottom, Partia Pracy
- 1931–1945: Gilbert Gledhill, Partia Konserwatywna
- 1945–1955: Dryden Brook, Partia Pracy
- 1955–1964: Maurice Macmillan, Partia Konserwatywna
- 1964–1983: Shirley Summerskill, Partia Pracy
- 1983–1987: Roy Galley, Partia Konserwatywna
- 1987–2005: Alice Mahon, Partia Pracy
- od 2005: Linda Riordan, Partia Pracy